# تشی فیلیپینی
تشی فیلیپینی (نام علمی: Hystrix pumila) نام یک گونه از سرده تشی است.